# Léon Givaudan
Pour les articles homonymes, voir Givaudan (homonymie).
Léon Givaudan, né le 12 janvier 1875 à Caluire-et-Cuire (Rhône) et mort le 25 mars 1936 à Neuilly-sur-Seine, est le cofondateur de la société Givaudan et des établissements Givaudan-Lavirotte à Lyon avec son frère Xavier Givaudan.

## Biographie

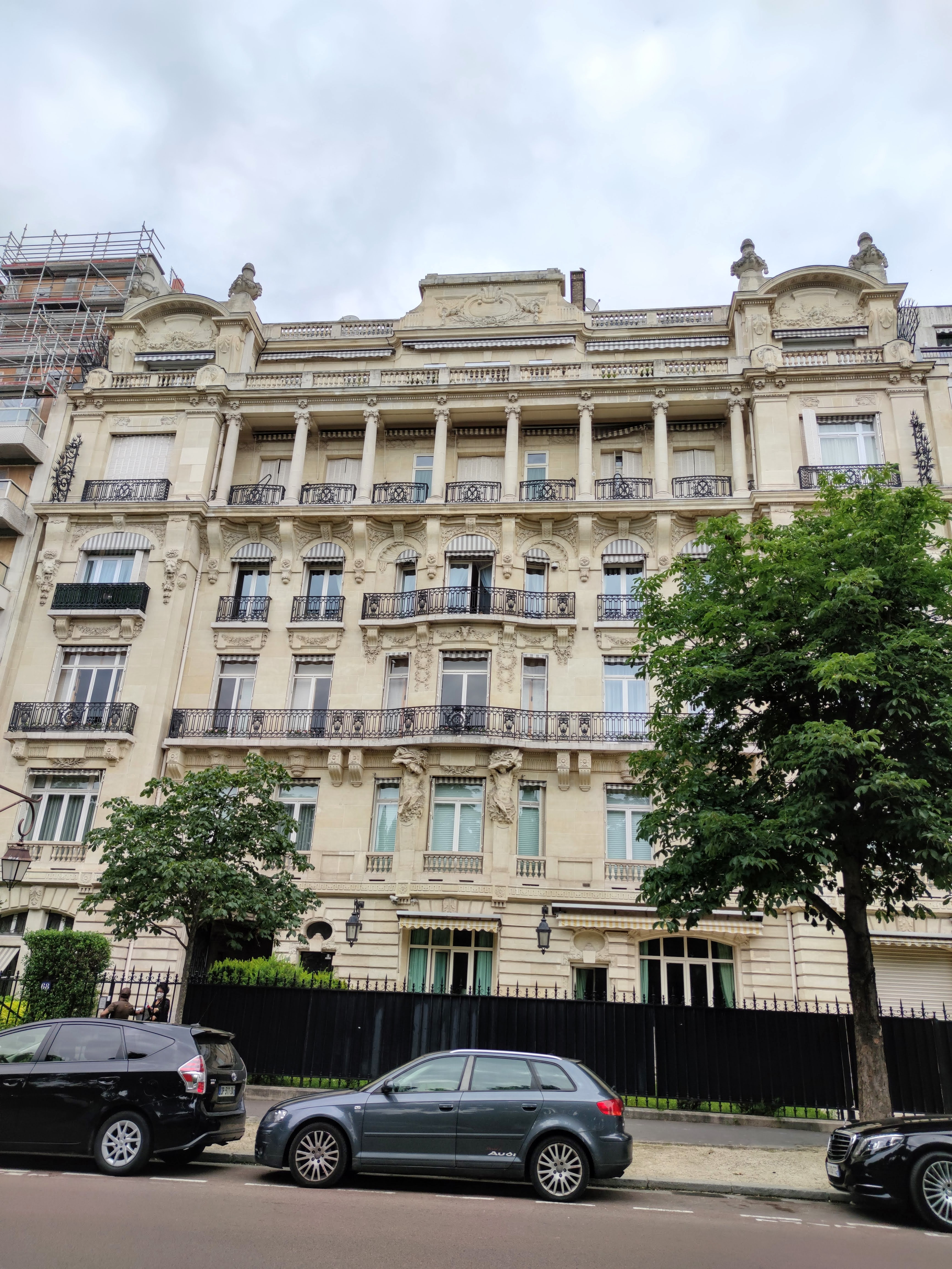
No 68, boulevard Maurice-Barrès, Neuilly-sur-Seine : Léon Givaudan a vécu et est mort à cette adresse le 25 mars 1936.

Léon Givaudan est d'abord élève à l’École de La Martinière de Lyon, puis est diplômé de l'École polytechnique fédérale de Zurich. Il fonde en 1895 avec son frère Xavier la société Givaudan. Ce dernier en prend la direction lorsque Léon est mobilisé pour la Première Guerre mondiale. À la fin de la guerre, il s'installe à Paris.
Il est promu commandeur de la Légion d'honneur.